# The Gift (álbum de The Jam)
The Gift é o sexto e último álbum de estúdio original do grupo The Jam, lançado em 1982. Em seguida, o grupo lançou material ao vivo e algumas compilações.
| Críticas profissionais                                                      | Críticas profissionais |
| Avaliações da crítica                                                       | Avaliações da crítica  |
| Fonte                                                                       | Avaliação              |
| --------------------------------------------------------------------------- | ---------------------- |
| Allmusic                                                                    | [ 2 ]                  |
| Esta tabela precisa de ser acompanhada por texto em prosa. Consulte o guia. |                        |

## Faixas
1. "Happy Together"  – 2:51
2. "Ghosts"  – 2:11
3. "Precious"  – 4:13
4. "Just Who Is the 5 O'Clock Hero?"  – 2:15
5. "Trans-Global Express"  – 3:59
6. "Running on the Spot"   – 3:06
7. "Circus" (Bruce Foxton)  – 2:11
8. "The Planner's Dream Goes Wrong"  – 2:19
9. "Carnation"  – 3:28
10. "Town Called Malice"  – 2:55
11. "The Gift"  – 3:08